# دير الجنادلة
قرية دير الجنادلة هي إحدى القرى التابعة لمركز الغنايم في محافظة أسيوط في جمهورية مصر العربية. حسب إحصاءات سنة 2006، بلغ إجمالي السكان في دير الجنادلة 21202 نسمة، منهم 10418 رجل و10784 امرأة.

## اقرأ أيضا
- محافظة أسيوط
- قائمة قرى محافظة أسيوط